# Residu electrònic
Els residus electrònics (en anglès e-waste) o segons la nomenclatura europea residus d’aparells elèctrics i electrònics (RAEE) són residus d'aparells trencats, irreparables o obsolets. Han assolit una xifra important a conseqüència de la ràpida proliferació de dispositius elèctrics i electrònics en tot els àmbits de l'activitat humana. A més l'obsolescència ràpida o planificada –pel progrés tecnològic o per mera voluntat d'accelerar-ne el consum i ergo el profit a curt termini– crea un problema major de gestió i costs mediambientals. Són residus que llençats sense tractament en un abocador es descomponen a poc a poc i que contaminen els aqüífers. Cremats en abocadors descontralats dispersen molts gasos tòxics o a efecte d'hivernacle. Contenen elements rars amb valor econòmic significatiu i tòxic alhora.

Logo obligatori per a aparells elèctrics i electrònics (AEE) que no caben pas al rebuig domèstic

 El volum de RAEE s'estimava el 2016 a 50 milions de tones al món amb un augment anual de 4 a 5%. El 2019 ja eren 53,6 milions de tones o bé una mitjana de 7,3 kg per habitant, una augmentació de 21% en cinc anys. El 2018, Espanya en va produir 320.622 tones, un creixement d'11,6% en un any. A Catalunya la xifra va ser d'uns 5,3kg per habitant l'any 2023. Segons l'informe de la Universitat de les Nacions Unides, el 2019, només 17% d'aquest volum de deixalles s'han registrat com recollits de manera correcte, del restant no se sap on va acabar, alhora que només 78 països que representen junts 71% de la població mundial sobre 180 tenien una forma de reglamentació, el 2014 eren 61 països i 44% de la població. En molts països la iniciativa política encara es limita a estratègies només programàtiques, voluntàries i legalment no vinculants.
Sota la pressió dels consumidors, de les organitzacions de protecció del medi ambient, els problemes del canvi climàtic, a molts països el legislador intervé per fomentar la reducció del volum de RAEE, facilitar-ne el reciclatge i la reparació, augmentar la responsabilitat dels productors, minvar l'ús de components tòxics, evitar l'exportació vers països amb normes laxes o sense recursos per al tractament, millorar les condicions dels treballadors a la producció i al moment del tractament dels residus etc.
A la Unió Europea, la prioritat és la prevenció de residus, la recuperació de primeres matèries i la preparació la reutilització. Per tal d'atènyer aquest objectiu, la normativa preveu entre d'altres, que els consumidors privats han de poder evacuar els residus sense cost i en llocs controlats. Cada estat membre ha de fixar per cada any els objectius de recollida selectiva. Aquesta recollida és la responsabilitat de les empreses que poden actuar individualment o participar en una organització de responsabilitat de productor en col·laboració amb altres empreses.

## Els residus AEE al món

### Volum de residus
|  | El gràfic que hauria de sortir aquí està desactivat temporalment per motius tècnics. |

|  | El gràfic que hauria de sortir aquí està desactivat temporalment per motius tècnics. |

### Nombre de països amb normativa
| nombre                                                                               |                                                                                      |
| ------------------------------------------------------------------------------------ | ------------------------------------------------------------------------------------ |
| El gràfic que hauria de sortir aquí està desactivat temporalment per motius tècnics. |                                                                                      |
|                                                                                      | El gràfic que hauria de sortir aquí està desactivat temporalment per motius tècnics. |

### Àfrica

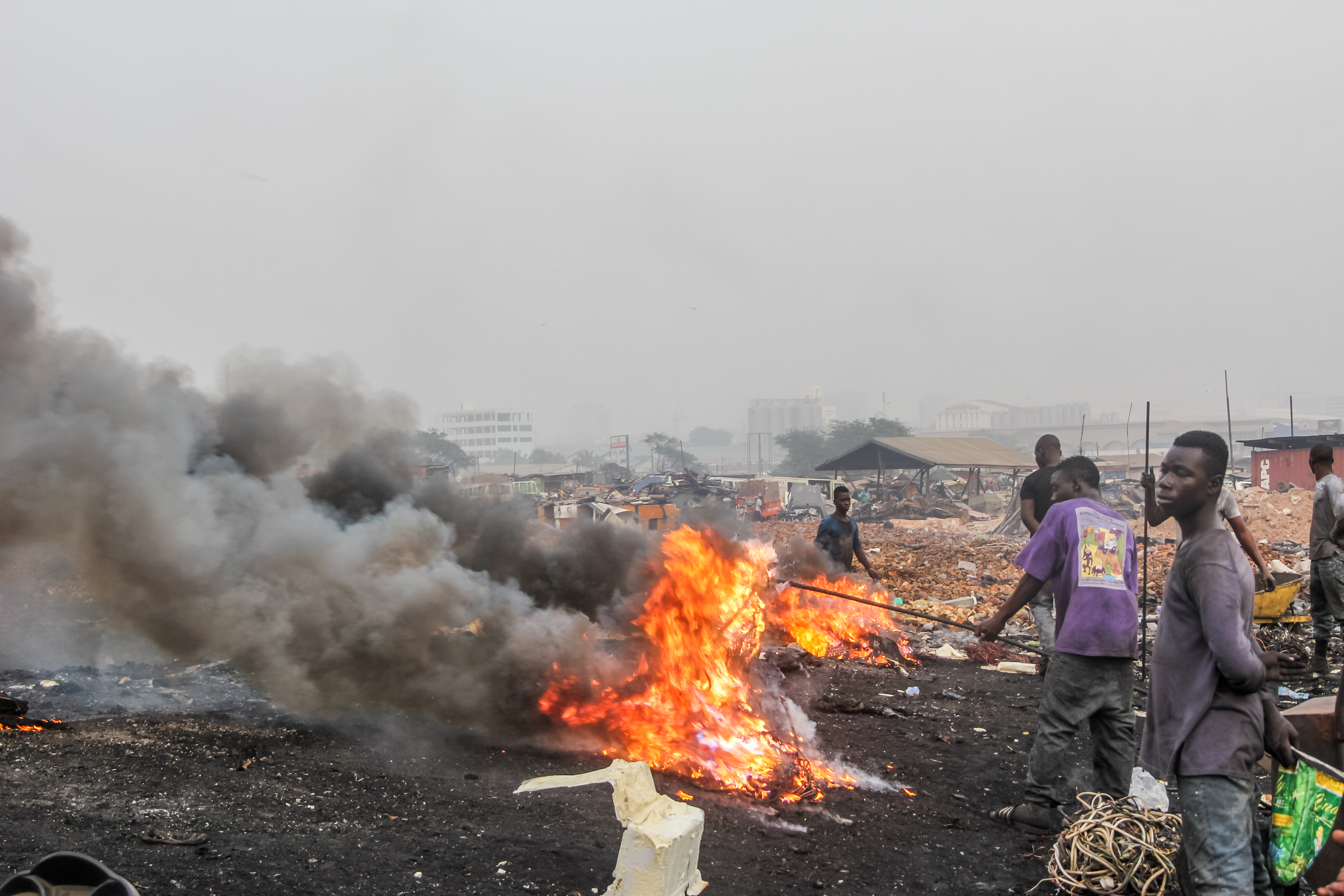
Tractament «informal» de RAEE a la ciutat d'Agbogbloshie a Ghana

El 2019, Àfrica va produir 2,9 milions de tones de RAEE, de les quals només 0,9% va ser recollit i tractat. A la majoria de països la gestió dels residus electrònics està dominada per recol·lectors i recicladors en un florent sector informal. No hi ha gaire sistemes organitzats de recuperació ni tampoc de llicències o control de les empreses que recullen i desmantellen els RAEE. Els residus solen ser desmuntats manualment als badius per recuperar les plaques electròniques per a la revenda, la resta (cables, etc.) es crema a cel obert (per recuperar els metalls) i molta brutícia acaba en abocadors oberts.

### Amèrica
Els Estats Units d'Amèrica (EUA) no tenen legislació nacional sobre la gestió de residus electrònics, però vint-i-cinc estats i el Districte de Columbia han promulgat algun tipus de reglament. Les lleis varien en el seu abast i en si prohibeixen o no als consumidors llençar EAA als abocadors. En total, les lleis cobren els 75-80% de la població del país. Tot i això moltes zones, inclosos als estats que tenen reglamentació, no tenen oportunitats de recollida convenients. Al Canadà dotze províncies i territoris tenen una normativa, que és més severa que als Estats Units.
Els avenços normatius a l'Amèrica Llatina requereixen temps i només uns pocs països han aconseguit establir lleis sobre residus electrònics. Manca una coordinació i harmonització de la normativa entre els països veïns. Mentrestant que a Nord-amèrica un sector d'empreses recicladores certificades s'ha desenvolupat, més enllà al sud de Mèxic, ell nombre de recicladors ha crescut considerablement, però la majoria de les empreses noves encara es troben a les beceroles.

### Àsia

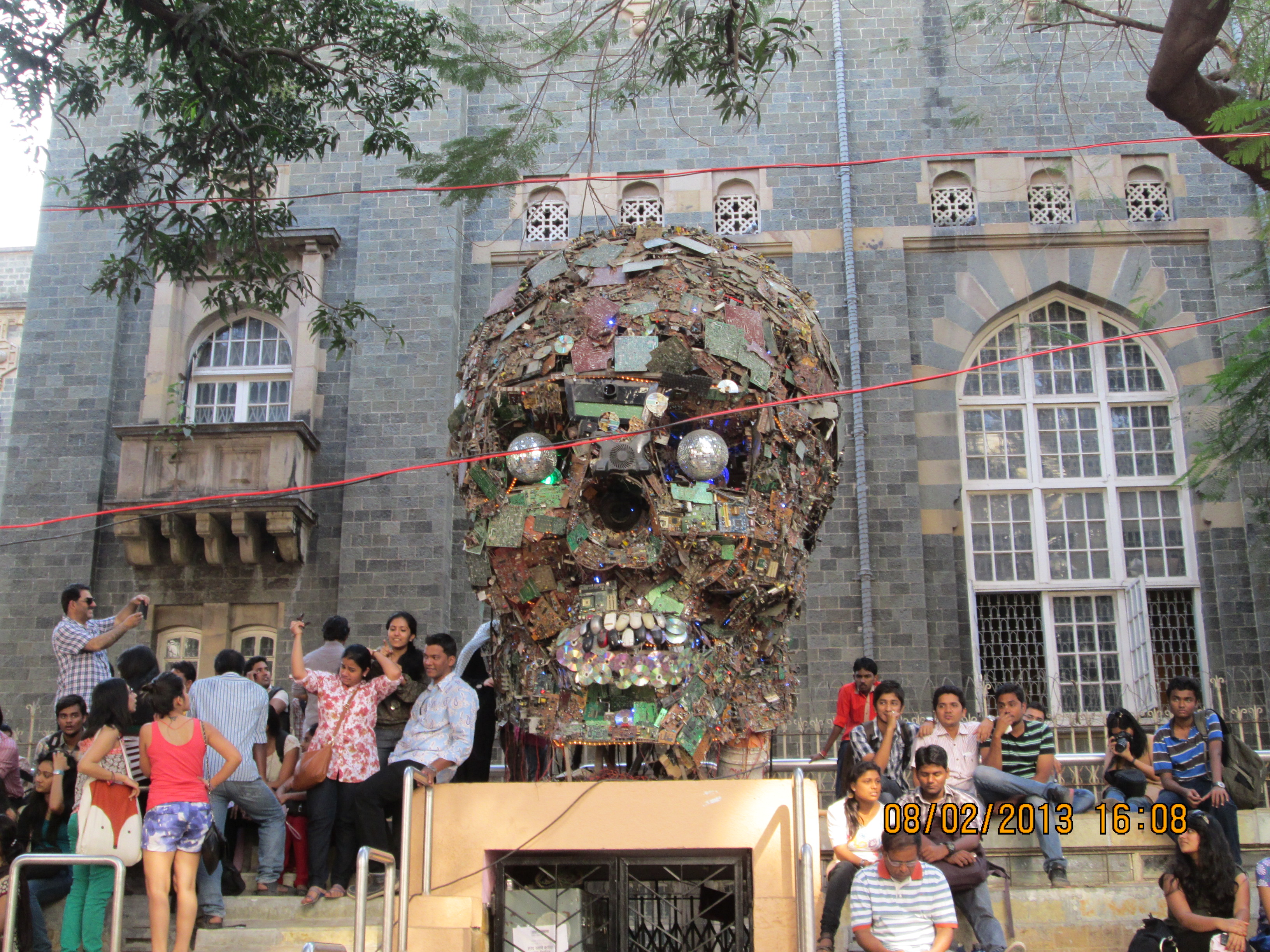
«El monstre del rebuig electrònic» al festival de les arts de Kala Ghoda a Bombai (2013)

El 2019, Àsia va produir 24,9 milions de tones de RAEE, o 5,6 kg per capita, de les quals 11,7% són recollides de manera controlada. Disset països tenen una reglamentació ad hoc.
Els sistemes de gestió de residus electrònics que es troben a Àsia són força diversos. Van des de sistemes de gestió de residus electrònics molt avançats, com ara a Corea del Sud, Japó, Xina, Taiwan), fins a activitats informals que coexisteixen al costat del sistema avançat de reciclatge a la Xina, però que dominen la gestió de residus electrònics a altres parts d’Àsia, sobretot a l'Àsia central i occidental. Índia, té una llei des de 2011 i en altres països s'està preparant.
Des del 2000 la Xina està intentant d'evitar la importació de residus d'AEE. Però realment les lleis no funcionen perquè fins fa poc continuaven arribant-ne a Guiyu, una de les ciutats més perjudicades pels residus informàtics, de la província de Guangdong. És el principal abocador de residus informàtics de la Xina i d'arreu del món. El 2015 el país va importar 49,6 milions de tones de residus (AEE i altres), sovint de baixa qualitat, però el juliol de 2017 el govern va decidir prohibir la importació de tota una sèrie de residus de poc valor.

### Europa
El 2019, Europa va produir 12,0 milions de tones de RAEE, o 16,2 kg per capita, de les quals 42,5% són recollides de manera controlada. Trenta-set països tenen una reglamentació ad hoc.. Als Estats membres de la Unió Europea i a Noruega vigeix la directiva RAEE. Altres com Islàndia, Suïssa, Ucraina, Bòsnia, Sèrbia… tenen o desenvolupen una normativa semblant i compatible. Amb un grau de recollida controlada de 59% als països escandinaus i 54% al l'Europa occidental, tenen el rècord mundial. Tot i això, el tractament dels residus roman millorable. Encara s'exporten massa deixalles per a una reutilització que de vegades queda dubtosa. A més, malgrat la bona política de recollida selectiva, encara 0,6 milions de tones, sobretot de petit equip, –quasi el volum total d'Oceania– acaben al rebuig.
Des de 2015, Rússia ha començat aplicant el principi de la responsabilitat estesa del productor, però amb resultats restrets durant els primers anys, per manca d'eines de gestió i de control pels poders públics. Quasi no s'han creat fàbriques de reciclatge. El gener 2021 la duma federal ha publicat els primers esborranys de lleis més imperioses.

### Oceania
El volum total de 0,7 milions de tones de RAEE produïdes el 2019 pot semblar limitat, però amb 16,1 kg per capita el continent ateny el nivell del món occidental. Només Austràlia té una normativa que ofereix a 98% de la població un servei de recollida professional: sigui deixalleries permanents, sigui serveis al comerç de detall, sigui recollides punctuals en zones poc poblades. Per a televisors i ordenadors es vol obtenir un grau de reciclatge de 80% al 2027. Des de 2019 l'evacuació en abocadors és prohibit en tots els estats federals. Nova Zelanda està preparant la normativa. La situació és més complicada a la zona de les Illes del Pacífic. Com són petites entitats poc poblades, les solucions de grans estats o zones amb gran densitat de població no s'hi poden aplicar. S'ha creat el Programa Regional del Medi Ambient del Pacífic Pacific Regional Environment Programme per coordinar els esforços i establir una estratègia comuna.

## Components perillosos dels aparells elèctrics i electrònics (AEE)[26][27]

### Plom
Els compostos de plom són tòxics i han produït l'enverinament de treballadors pel seu ús inadequat o per exposició excessiva. Actualment l'enverinament per plom és rar a causa des de la prohibició com a pigment en pintures i tubs d'aigua. Provoca mal de cap, vertigen, migranyes, cefalea, psicosi, deliris de grandesa i insomni
La indústria preveia canvis costosos per a la soldadura sense plom de components electrònics, ja que les alternatives conegudes tenien punts de fusió més elevats (260 °C en comptes de 215 °C), que requereixen materials diferents per armar circuits integrats. Es temia que el sobreescalfament també afectés la fiabilitat dels semiconductors. Malgrat totes les prediccions de catàstrofes industrials, la tecnologia s'ha adaptat i es van desenvolupar aliatges de soldadura nous, que es van adverar fiables. A més es van crear mètodes d'encolatge que ja no necessiten temperatures elevades.

### Mercuri
El mercuri produeix vapors tòxics i corrosius, més pesats que l'aire. És nociu per inhalació, ingestió i contacte. Producte molt irritant per a la pell, ulls i vies respiratòries. Els efectes immediats que pot produir per inhalació són: mal de gola, mal de cap, nàusees, pèrdua de gana i debilitat muscular. Per contacte amb ulls i pell: envermelliment, irritació. Per ingestió: vòmits, diarrea, pèrdua de gana i debilitat muscular. L'exposició perllongada o repetida pot provocar lesions en ronyons, cervell i sistema nerviós i la malaltia de Minamata.
Es fa servir entre d'altres en fluorescents d'ús domèstic i industrial i en làmpades descàrrega de vapor de mercuri. El risc d'intoxicació és gran durant tot el cicle de vida. Es trenquen fàcilment, també en l'ús quotidià i aleshores el mercuri pot alliberar-se de manera descontrolada. Pel desenvolupament d'enllumenat d'estat sòlid (LED) també en aplicacions industrials, va reduir el risc, tot i que encara necessiten petites quantitats de mercuri. Ans al contrari dels fluorescents, en l'ús normal per l'estat sòlid, no posen gaires riscs per als consumidors o els treballadors de les deixalleries, només s'ha d'evitar llençar-les en la natura on es poden descompondre a poc a poc.
A la Unió Europa, l'ús en piles, bateries i acumuladors n'és prohibit des de 2016, excepte en unes rares aplicacions molt particulars al camp militar o mèdic.

### Cadmi
El cadmi és un metall pesant que produeix efectes tòxics en els organismes vius, inclòs en concentracions molt petites. La toxicitat que presenta és similar a la del mercuri, possiblement s'enllaça amb residus de cisteïna. La metalotioneina, que té residus de cisteïna, s'enllaça selectivament amb el cadmi. Els humans s'exposen al cadmi per via oral (per aigua i aliments contaminats) o per inhalació. Encara que les exposicions perllongades són extremadament rares actualment, la ingestió d'altes dosis és causa de severes irritacions de l'estómac, vòmit i diarrea i la seva inhalació causa greus irritacions en els pulmons. Causen major preocupació els efectes de les exposicions baixes al cadmi i a llarg termini.

### Crom hexavalent
Generalment, no es considera que el crom i els compostos de crom (III) siguin, especialment, un risc per a la salut; es tracta d'un element essencial per a l'ésser humà, però en altes concentracions resulta tòxic. Els compostos de crom (VI) són tòxics si són ingerits, la dosi letal és d'uns pocs grams. En nivells no letals, el Cr (VI) és carcinogen. La majoria dels compostos de crom (VI) irriten els ulls, la pell i les mucoses. L'exposició crònica a compostos de crom (VI) pot provocar danys permanents als ulls. L'Organització Mundial de la Salut (OMS) recomana des de 1958 una concentració màxima de 0,05 mg/litre de crom (VI) en l'aigua de consum.

### Bifenil polibromat (PBB)
El bifenil polibromat pot escapar dels plàstics i entrar al medi ambient. Poden provocar el desenvolupament de càncer de fetge. A més, és possible que produeixin alteracions del comportament i afectin el sistema immunitari. Pot entrar en l'organisme per ingestió, inhalació o absorció a través de la pell. Ocasionen problemes de la pell, tal com acne, pèrdua de pes, efectes en els sistemes nerviós i immunitari i efectes en el fetge, els ronyons i la glàndula tiroide. No es degraden fàcilment. Una vegada que han alliberats a l'ambient, entren en la cadena alimentària, i es produeix bioacumulació.

### Èter difenílic polibromat (PBDE)
Els èters difenílics polibromats són una classe de compostos bromats d'extens ús com retardants de flama en plàstics i escumes, incloses les carcasses de plàstic d'equips electrònics. Els PBDEs són substàncies químiques mediambientalment persistents. Algunes d'elles, especialment els congèneres menys bromades (per exemple, els penta-BDEs), són així mateix altament bioacumulatius. S'alliberen fàcilment en el medi ambient.

### Altres components perillosos
- Antimoni: en semiconductors, retardants ignífugs i circuits electrònics.
- Arsènic: en pantalles de cristall líquid (LCD), làmpades LED i xips.
- Baridium: en tubs de raigs catòdics.
- Beril·li: en reflectors i màquines de raig-x.
- Bismut: en les soldadures.
- Cobalt: en les bateries de liti.
- Coure: en les soldadures.
- Gal·li: en plaques fotovoltaiques.
- Germani: component dels transistors.
- Indi: en plaques fotovoltaiques.
- Molibdè: en fotocopiadores i circuits electrònics.
- Níquel: en bateries.
- Seleni: en les antigues màquines de fotocopiar.
- Argent: en les soldadures.
- Itri: component de tubs fluorescents.
- Zinc: component de les pantalles catòdics.
- PVC: aïlant de cables.
- Coltan: en telèfons mòbils

Els residus passen segons el cas, a l'aigua, a l'aire o a la terra, són absorbits tant per plantes com per animals, fent-los portadors d'aquests materials tòxics que entren a la cadena alimentària.

## La normativa europea
A poc a poc, davant el volum creixent de residus i els problemes mediambientals i climàtics que en van resultar, es va desenvolupar una normativa internacional i europea, que els Estats membres de la Unió Europea han de transferir en les lleis locals. La normativa no s'aplica a grans plantes industrials d'instal·lació fixa ni a certs aparells mèdics, instruments de vigilància i control inclosos els de mesura i equips dissenyats amb fins militars o espacials. La norma s'aplica tant als productes fabricats a la UE com als importats. La responsabilitat cau, segons el cas, en el productor (per a l'ús de certs components tòxics) i solidàriament amb el distribuïdor per a la col·lecció i el tractament de les deixalles segons les regles de l'art.

### Les categories
La nomenclatura europea de 2018 vol agrupar les RAEE segons les tecnologies de reciclatge, en reemplaçar la categorització anterior de 2002 que era més aviat una categorització comercial de productes nous. No inclouen bateries o acumuladors, ni tampoc els components electrònics de vehicles. Les bateries i acumuladors són sotmesos a una directiva europea particular de 2006, revisat el 2018.
- 1. Aparells d'intercanvi de temperatura
- 2. Monitors i pantalles
- 3. Làmpades
- 4a. Grans aparells (amb una dimensió exterior superior a 50 cm).
- 4b. Panells fotovoltaics grans (amb una dimensió exterior superior a 50 cm). Als objectius i la legislació espanyola es dona la categoria núm. 7 per aquest grup.[36]
- 5. Petits aparells (sense cap dimensió exterior superior a 50 cm).
- 6. Equips d'informàtica i telecomunicacions petits (sense cap dimensió exterior superior als 50 cm).

La nomenclatura anterior de 2002 distingia deu categories de productes, cada vegada dividida en AEE d'ús domèstic i d'ús professional. Les equivalències amb la nomenclatura actual es troben en l'annex VIII del Reial decret de 2015.

### 2002: la directiva RoHS
La directiva europea RoHS de 2002 va ser una primera normativa europea per reduir o suprimir l'ús de substàncies perilloses en aparells elèctrics i electrònics (AEE). Fou adoptada el febrer de 2003 i va entrar en vigor l'1 de juliol de 2006. Restringeix l'ús de sis materials en la fabricació d'AEE. La directiva actua a l'inici de la cadena de valor i concerneix els fabricants (a més dels importadors si el fabricant és fora de la Unió Europea i les distribuïdores assimilades quan fan produir a la seva marca pròpia).
Les sis substàncies afectades per la directiva són: plom, mercuri, cadmi, crom VI o crom hexavalent, bifenil polibromat (PBB) i èter difenílic polibromat (PBDE). Les concentracions màximes permeses en l'esmena 2005/618/CE són: 0,1% del pes en materials homogenis per plom, mercuri, cromVI, PBB i PBDE i 0,01% en el cas del cadmi. Els límits no s'apliquen al pes del producte final sinó a cada substància que es pot separar teòricament, per exemple, l'aïllant d'un cable o l'estany en el terminal d'un component. Les bateries no estan incloses dintre de la directiva. Per tant, les bateries de NiCd estan permeses tot i contenir cadmi.

### 2005–2012–2018: la directiva europea RAEE (Residus d'aparells elèctrics i electrònics)
Una primera directiva de residus d'aparells elèctrics i electrònics va entrar en vigor des del 13 d'agost de 2005. Estableix una estratègia de reducció de residus basada en la prevenció, el reciclatge i l'eliminació segura. Defineix els residus electrònics (RAEE, en anglès WEEE) com tots els components, subcomponents i consumibles que formen part del producte en el moment de que es llença a les escombraries.
Defineix els aparells elèctrics i electrònics (AEE) com: «tots els aparells que necessiten corrent elèctric o camps electromagnètics per funcionar i els aparells necessaris per generar, transmetre i mesurar aquests corrents i camps, dissenyats per funcionar amb una tensió nominal no superior 1000 Volt en corrent altern i 1500 V en corrent continu».

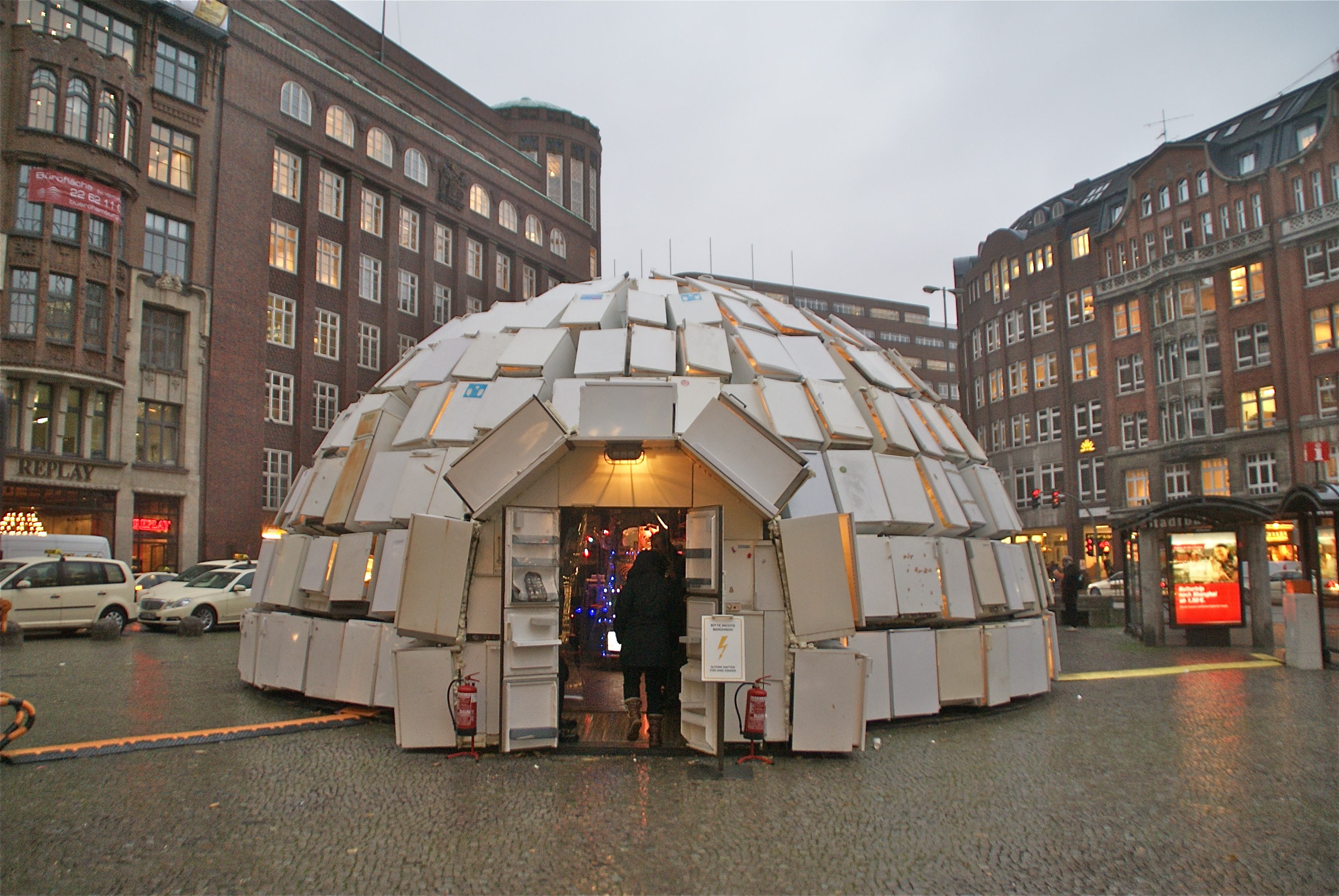
Iglú fet de residus elèctrics i electrònics

La directiva responsabilitza els productors a assumir els costos de gestió dels residus, l'anomenada «responsabilitat estesa del productor» sovint anomenat EPR (de l'anglès extended producer responsability). Poden fer-ho individualment o poden crear un organisme cooperatiu PRO (de l'anglès producer responsability organisation). Aquesta responsabilitat estesa pot influir en el preu al consumidor, com que no s'accepta més que se socialitzi el cost dels residus com era de costum. Si el fabricant està obligat a assumir els costos al final de la vida útil, això pot motivar-lo a replantejar-se l'etapa de disseny a fi de simplificar la gestió de residus i així reduir els costos posteriors.
Des de la revisió de 2018 s'aplica el principi de l'«abast obert» segons el qual qualsevol producte nou que contingui components elèctrics (tèxtil intel·ligent, mobles…) ipso facto queda sotmès a la normativa, llevat que s'hagi negociat una excepció.
A fi d'accentuar la importància de la directiva l'abril de 2005 la Royal Society of Arts al Regne Unit conjuntament amb Canon van fer una escultura de set metres d'alt amb 3,3 tones de residus elèctrics. Això representa la mitjana de quantitat de brossa electrònica que crea una persona durant tota la seva vida. El 2010 l'artista alemany Ralf Schmerberg va construir un iglú gegant, fet de neveres, a la plaça Gänsemarkt a Hamburg, altre símbol artístic de la problèmatica de les deixalles i el malgastament d'energia.

### 2006: la directiva europea sobre les bateries i acumuladors
Excepte la directiva de 1975 sobre els residus en general, els primers intents de reglamentar les bateries i acumuladors daten del 1991. Es va limitar components tòxics com ara mercuri, cadmi i plom i es va provar augmentar-ne el reciclatge que en aquests temps llunyans no era superior a 5%. Els fabricants van veure's obligats a mencionar-ne els components a l'etiquetatge. El pes dels esforços raïa principalment en els fabricants que van actuar per una nova normativa que implicava tota la cadena, en argumentant que l'impacte mediambiental negatiu de substàncies nocives, però considerades imprescindibles, podia ser neutralitzat per un tractament correcte dels residus. El resultat va ser la directiva de 2006. Les restriccions de cadmi i mercuri van ser mantinguts. L'ús de plom no va ser limitat, si es pot garantir-ne el reciclatge i evitar que acaben en abocadors. Tots els Estats membres tenen l'obligació d'organitzar-ne la recollida i evitar que acaben en la natura. Els consumidors han de poder eliminar bateries i acumuladors en llocs controlats i de manera gratuïta, un servei que pot ser imposat per llei nacional als distribuïdors de bateries i acumuladors. També es fixen objectius de recuperació: 65% el 2025 i 70% el 2030 per a l'equip portable i 90% per als acumuladors de vehicles.

## On van els residus d'aparells elèctrics i electrònics?
Cada any es llencen milions d'aparells elèctrics i electrònics amb destinacions finals diferents:

### Abocadors
Segons el Global E-waste Monitor 2020 publicat per la Universitat de les Nacions Unides, l'any 2019 44,3 milions de tones, sigui 82,6% del volum total de 53,6 milions de tones de residus d'AEE produït en aquest any, es van perdre en abocadors il·legals o en la natura, sense cap documentació de la destinació final.

### Incineració
La incineració deixa metalls pesants com el plom, cadmi i mercuri a l'aire i a les cendres. El mercuri s'acumula en els animals, bàsicament en els peixos (molt dolent per a la salut de les persones). Els productes que contenen plàstic PVC també deixen anar substàncies nocives per a la salut.

### Reutilització
La reutilització en teoria és una bona forma d'incrementar la vida útil dels productes. Un producte reutilitzat, sensu stricto no és un residu. Hi ha empreses que modernitzen el seu equip per exemple fan donacions a escoles o organitzacions on encara pot servir. Alternativament, exporten l'equip vell a països en desenvolupament. El control si l'equip és realment funcional i reutilitzable és lax, i sovint arriben en abocadors no controlats.

### Reciclatge
Encara que el reciclatge pareix una bona forma d'aprofitar els residus electrònics, la gran quantitat d'elements químics perillosos que contenen fa que sigui molt arriscat el reciclatge per als treballadors que el realitzen i per a les comunitats que viuen al voltant de les plantes de reciclatge.

### Exportació
Els residus electrònics sovint s'exporten des dels països desenvolupats etiquetats com a «productes de segona mà» tot i que ser trencats o inutilizables. Per als negociants és més barat que reciclar-los. Per als països rics, és més aviat un aprotx del tipus «fora de la vista, fora de la ment».
S'aprofita del fet que sovint hi ha lleis molt permissives en temes mediambientals i que els països de destinació no hi ha gaires sistemes de control estatal eficaços. Aquest tràfic es il·legal. El 2005, inspectors de divuit ports europeus van trobar que més del 47% de les escombraries exportades (incloent-hi els residus informàtics) era il·legal. Un estudi de cas del 2015 va revelar que molts actors legals que exporten vers la Xina participen en enviaments il·legals de residus electrònics i que molts actors implicats caminen en una línia prima entre legal i il·legal. Als Estats Units d'Amèrica, s'estima que entre el 50 i el 80 per cent de les escombraries recollides per ser reciclades són exportades. Aquesta pràctica és legal als Estats Units d'Amèrica perquè no han ratificat el conveni de Basilea de 1989.
A tots aquestos dispositius llençats en països pobres, se'ls separen els components i metalls valuosos de forma manual, sovint per infants sense qualsevol protecció. Un procediment que afecta negativament la salut pel contacte directe amb components tòxics. Les companyies que generen tot aquest munt de deixalles electròniques fan profit amb la venda, però no gasten poc o gaire per al tractament de les deixalles de producció o d'evacuació en fí de vida útil. Molts països encara es queden sense qualsevol llei o normativa forçosa i són pocs els països que apliquen el principi de la «responsabilitat estesa del productor».

## Etiquetes ecològiques
Hi ha un gran nombre d'etiquetes ecològiques creat per tranquil·litzar la consciència del consumidor. Al nivell internacional, hi ha la norma ISO 14024. Els Estats Units tenen el distintiu, Energy Star sobre el consum d'energia. A Europa hi ha entre d'altres, el Blauer Engel d'Alemanya o el TCO de Suècia. L'utilitat de tals etiquetes és limitada. Segons la Comissió federal del comerç dels Estats Units, empreses que fan servir etiquetes dubtoses erosionen la confiança dels consumidors i soscaven els esforços de bona fe de les empreses que compleixen les regles. El risc de rentat d'imatge verd per etiquetes de mala fé és real. Per la proliferació d'etiquetes, el consumidor mitjà ja no pot separar el blat del jull.
De 2006 a 2017, Greenpeace va publicar cada any la Green List (llista verda) que qualificava les principals empreses de productes electrònics. El 2008 es situava al capdavant la desapareguda companyia Nokia amb una puntuació de 6,9. En la darrera edició del 2017 el guanyador va ser Fairphone. S'hi avaluava la política ecològica durant tot el cicle de vida útil dels productes: tractament dels treballadors, responsabilitat social, procediments de producció, esforços per eliminar substàncies perilloses i recollir i reciclar els seus productes a la fi de la vida útil. Volia estimular les empreses a desenvolupar mètodes de producció i productes més nets i fàcils per reparar. Qualificava la responsabilitat empresarial de l'inici fins a la fi de la vida útil amb una política basada en el principi de precaució.

## Què fer amb aparells elèctrics i electrònics (AEE) obsolets a la Unió Europea?
Segons la normativa vigent, els distribuïdors «han d'acceptar, quan els usuaris adquireixin un AEE domèstic nou, el lliurament, almenys de forma gratuïta, d'un AEE de tipus equivalent […].» Quan el client no porta l'aparell vell al moment de la compra, «els distribuïdors han d'indicar per escrit el termini en què l'usuari pot dipositar el RAEE en el punt de venda presentant la factura de compra corresponent de l'AEE nou. Aquest termini no pot ser inferior a trenta dies naturals.» També s'ha de preveure un punt de recollida per a aparells molt petits «sense obligació de compra d’un AEE de tipus equivalent». Quan el consumidor no compra res de nou pot portar el RAEE a una deixalleria oficial per tal de garantir-ne un tractament correcte, tot i que a Espanya, entre la teoria i la pràctica al terreny hi ha una certa discrepància.
Al País Valencià el 2019 es va llançar l'acció RAEEcciona per a promoure les bones pràctiques mediambientals entre els comerços de venda d’electrodomèstics i els consumidors. Més de 350 establiments hi van participar. Els departaments d’Acció Climàtica, a través de l'Agència de Residus de Catalunya, i de Cultura, van iniciar al mes d’abril de 2021 una campanya per fomentar la recollida selectiva i el reciclatge d’aparells elèctrics i electrònics a través de les biblioteques públiques de Catalunya. Accions similars s'organitzen periòdicament als Balears.
Andorra té una deixalleria especialitzada a La Comella a Andorra la Vella per a residus professionals. Els particulars poden contactar les deixalleries parroquials o el servei de recollida municipal. Els residus recollits s’exporten a plantes autoritzades de l'Estat Espanyol.